# Kab-hegy
Kab-hegy este o arie protejată (arie specială de conservare — SAC, sit de importanță comunitară — SCI) din Ungaria întinsă pe o suprafață de 8.075,84 ha, integral pe uscat.

## Localizare
Centrul sitului Kab-hegy este situat la coordonatele 47°02′26″N 17°40′10″E / 47.040556°N 17.669444°E.

## Înființare
Situl Kab-hegy a fost declarat sit de importanță comunitară în mai 2004 pentru a proteja 4 specii de plante și 18 specii de animale. Situl a fost protejat și ca arie specială de conservare în februarie 2010.

## Biodiversitate
Situată în ecoregiunea panonică, aria protejată conține 13 habitate naturale: Păduri panonice cu Quercus pubescens, Fânețe montane, Pajiști stepice subpanonice, Pajiști panonice carstice (Stipo-Festucetalia pallentis), Păduri de fag Asperulo-Fagetum, Păduri de fag din Europa Centrală dezvoltate pe sol calcaros cu Cephalanthero-Fagion, Pajiști cu Molinia pe soluri calcaroase, turboase sau argilos-nămoloase (Molinion caeruleae), Păduri panonice cu Quercus petraea și Carpinus betulus, Păduri panonice-balcanice de stejar turcesc - stejar sesil, Formațiuni de Juniperus communis pe lande sau pajiști calcaroase, Mlaștini turboase de tranziție și turbării mișcătoare, Păduri aluvionare cu Alnus glutinosa și Fraxinus excelsior (Alno-Padion, Alnion incanae, Salicion albae), Păduri pe pante, grohotișuri și ravene de Tilio-Acerion.
La baza desemnării sitului se află mai multe specii protejate:
- plante (4): Dianthus plumarius subsp. regis-stephani, Iris humilis subsp. arenaria, sisinei (Pulsatilla grandis), Seseli leucospermum
- amfibieni (3): buhai de baltă cu burta roșie (Bombina bombina), izvoraș-cu-burta-galbenă (Bombina variegata), triton cu creastă dobrogean (Triturus dobrogicus)
- mamifere (3): liliac cârn (Barbastella barbastellus), liliac cu urechi mari (Myotis bechsteinii), popândău (Spermophilus citellus)
- nevertebrate (12): croitorul mare al stejarului (Cerambyx cerdo), Cucujus cinnaberinus, fluturele auriu (Euphydryas aurinia), Euplagia quadripunctaria, Hypodryas maturna, Lignyoptera fumidaria, rădașcă (Lucanus cervus), fluturele purpuriu (Lycaena dispar), phengaris nausithous (Maculinea nausithous), Maculinea teleius, croitorul cenușiu al stejarului (Morimus funereus), Rosalia alpina

Pe lângă speciile protejate, pe teritoriul sitului au mai fost identificate 1 specie de plante.